# A&E (Australia)
A&E es un canal de televisión australiano lanzado el 16 de febrero de 2012. Centra su programación en contenidos relacionados con la "vida real", similar a su contrapartida de EE. UU. El 23 de febrero de 2012, Austar anunció en su página de internet y en su página oficial de la red social Facebook que lanzaría el canal el domingo 26 de febrero de 2012.

## Programación

### Programación original
- MegaTruckers, una producción exclusiva australiana que sigue a Heavy Haulage Australia’s (HHA) el cual transporta cargas enormes por terrenos peligrosos de Australia que se consideran los lugares de más difícil acceso en la Tierra.[1][2]
- Aussie Pickers
- Pawn Stars Australia[4]
- Gus Worland: Marathon Man[5][6]

### Otros programas
- American Pickers
- Bad Ink
- Baggage Battles
- Barry'd Treasure
- BBQ Pitmasters
- Big Shrimpin'
- Call of the Wildman
- Counting Cars
- Duck Dynasty
- Flipping Boston
- Fool's Gold
- Garage Gold
- Gator Boys
- Ghost Adventures
- Hardcore Pawn
- Hillbilly Blood
- Horseplayers
- The Hunt
- Ice Pilots
- Ice Road Truckers
- The Liquidator
- Lizard Lick Towing
- Operation Repo
- Pawn Stars
- Rocky Mountain Bounty Hunters
- Shipping Wars
- Storage Hunters
- Storage Wars
- Storage Wars: Texas
- Storage Wars: Canada
- Toy Hunter
- Treasure King